# Gai Nauci Rútil (cònsol 287 aC)
Gai Nauci Rútil (llatí: Gaius Nautius Sp. f. Sp. n. Rutilus) va ser un magistrat romà del segle iii aC. El seu pare era probable que fos el cònsol de l'any 316 aC, Espuri Nauci Rútil.
Va ser elegit cònsol l'any 287 aC amb Marc Claudi Marcel. El trobem mencionat als Fasti.
La manca de fonts no permet saber notícies del seu any en el càrrec. L'esdeveniment més significatiu va ser la promulgació de la lex Hortènsia, que establia que el senat romà havia d'obeir i acceptar tot allò que el poble hagués votat als comicis tribunats o als plebiscits.